# St. Eloi Mountain
St. Eloi Mountain är ett berg i Kanada.   Det ligger på gränsen mellan Alberta och British Columbia, i den västra delen av landet, 2 900 km väster om huvudstaden Ottawa. Toppen på St. Eloi Mountain är 2 499 meter över havet, eller 417 meter över den omgivande terrängen. Bredden vid basen är 7,7 km.
Terrängen runt St. Eloi Mountain är kuperad åt sydväst, men åt nordost är den bergig.Trakten runt St. Eloi Mountain är nära nog obefolkad, med mindre än två invånare per kvadratkilometer..
Trakten runt St. Eloi Mountain består i huvudsak av gräsmarker.